# Pseudochromis flavopunctatus
Pseudochromis flavopunctatus is een straalvinnige vissensoort uit de familie van dwergzeebaarzen (Pseudochromidae). De wetenschappelijke naam van de soort is voor het eerst geldig gepubliceerd in 1998 door Gill & Randall.